# 칼의 데이트
칼의 데이트(Carl's Date, 구 Dug Days: Carl's Date)는 픽사 애니메이션 스튜디오가 제작하고 밥 피터슨이 각본 및 감독을 맡고 킴 콜린스(Kim Collins)가 제작한 2023년 미국 컴퓨터 애니메이션 단편 영화이다. 에드워드 애스너(2021년 사망 전 마지막 역할 중 하나)와 피터슨이 성우를 맡았다. 이 단편 영화는 고인이 된 아내 엘리(Ellie)의 죽음 이후 마지 못해 첫 데이트를 시작하지만 데이트가 어떻게 이루어지는 지 전혀 모르는 칼 프레드릭센(Carl Fredricksen, 앤서)을 따르다. 원래 더그의 일상 시리즈의 여섯 번째이자 마지막 작품으로 디즈니+에서 초연될 예정이었던 칼의 데이트는 픽사의 엘리멘탈과 함께 2023년 6월 16일 극장에서 초연되었다.

## 성우
- 에드워드 애스너
- 밥 피터슨